# 637 Chrysothemis
637 Chrysothemis eller A907 EN är en asteroid i huvudbältet, som upptäcktes 11 mars 1907 av den amerikanske astronomen Joel Hastings Metcalf i Taunton. Den är uppkallad efter karaktären Chrysothemis i Elektra av Sofokles.
Asteroiden har en diameter på ungefär 24 kilometer och den tillhör asteroidgruppen Themis.